# Anna McCune-Harper
Anna Virginia McCune-Harper (Santa Barbara, 2 juli 1902 – 14 juni 1999) is een tennisspeelster uit de Verenigde Staten van Amerika.
In 1931 en 1932 won McCune-Harper de Wightman Cup. In 1931 behaalde ze ook de kwartfinale van Wimbledon en won ze het gemengddubbeltoernooi. Op de US Open speelde ze dat jaar als verliezend finalist.